# Сан-Джузеппе-ді-Кастелло
Церква Сан-Джузеппе-ді-Кастелло (по-венеційськи Sant Isepo) — римо-католицька церква у Венеції, Італія.

## Розташування
Церква Сан-Джузеппе ді Кастелло розташована в сестьєрі Кастелло, уздовж Ріо-де-Сант'Ісепо.

## Історія
Сенат Венеції своїм указом 25 червня 1512 року, дозволив звести церкву на честь святого Йосифа разом із розташованим поруч монастирем. У них мали жити черниці-августинки святого Йосипа з Верони, які залишалися там до 1801 року, коли церкву та монастир було передано черницям-салезіянкам. Августинська громада мала бути об’єднана в 1806 році з спільнотою святого Альвіза, з якою вона також фігурує в звіті про придушення 12 травня 1810 року.
Салезіяни, навпаки, були утримані декретом в 28 липня 1806 р.